# 瞬间 (1979年电影)
瞬间，1979年中国电影，由长春电影制片厂出品，赵心水执导，彭宁、何孔周、宋戈编剧，梁波罗、黄梅莹等主演。

## 创作与公映
1975年，作为长春电影制片厂一个新人，彭宁很难获得独立执导电影的机会，所以他决定自己创作一个关于文革的剧本。他与宋戈、何孔周计划以文革期间周恩来帮助毛泽东专列摆脱林立果“小舰队”猎杀计划的故事为主题创作剧本，彭宁将剧本大纲拿去北京让胡耀邦看。胡耀邦与彭宁的父亲彭加伦相熟，两家关系很好。胡耀邦看过剧本大纲后建议他们不要发表这个剧本。
剧本被否后，彭宁等人改以小舰队为主题。为了解小舰队获得更多的细节，彭宁在1977年春节后用长影厂的介绍信，通过文化部与空军司令部联系，时任空军副司令员曹里怀同意让空军各单位配合。彭宁三人不仅从北京军区空军那里获知了林彪叛逃当晚的一些信息，还曾于1977年3月在南京旁听了对前空军司令吴法宪秘书张叔良的提审。1977年4月，三人到广州的探访也得到了广州军区和广东省委的支持。1977年下半年，剧本创作完成，取名《瞬间》。彭宁将剧本交给长影厂审批，厂里同意开拍，但却不同意由彭宁担任导演。彭宁原打算与资深导演赵心水联合执导，但也遭到了拒绝。最终该片由赵心水任导演，李前宽任副导演，梁波罗、黄梅莹等主演。
1979年中，《瞬间》样片送文化部审核，并送到空军司令部征求意见。空军方面最初是同意该片公映的，但不久提出该片丑化了军队形象，可能影响空军招人，因此文化部搁置了《瞬间》的公映。
1980年11月，为配合对林彪、江青两个集团的公开审判，文化部将《瞬间》公映，但观影观众非常少，不久就被下档了。

## 演员
| 演员   | 角色   | 简介 |
| ------ | ------ | ---- |
| 梁波罗 | 石峰   |      |
| 梁玉儒 | 吴浩   |      |
| 马群   | 魏铁工 |      |
| 黄梅莹 | 贺延声 |      |
| 顾永菲 | 冯芝   |      |
| 郭允泰 | 帅远征 |      |
| 沈卓盈 | 宋小鲁 |      |
| 申良   | 虞伏枥 |      |
| 刘丰   | 鲍全   |      |
| 杨元义 | 哑巴   |      |
| 王延盛 | 邹轸   |      |
| 包斯尔 | 姜春元 |      |
| 姜瑞林 | 小班长 |      |